# Алымское сельское поселение
Алымское сельское поселение — муниципальное образование в Уватском районе Тюменской области.
Административный центр — село Алымка.

## Население
| 2010 | 2011 | 2012 | 2013 | 2014 | 2015 | 2016 |
| ---- | ---- | ---- | ---- | ---- | ---- | ---- |
| 363  | →363 | ↘357 | ↗359 | ↘358 | ↘350 | ↗355 |
| 2017 | 2018 | 2019 | 2020 | 2021 |      |      |
| ↘353 | ↗355 | ↗357 | ↘342 | ↘237 |      |      |

## Состав поселения
В состав сельского поселения входят:
| № | Населённый пункт | Тип                          | Население |
| - | ---------------- | ---------------------------- | --------- |
| 1 | Алымка           | село, административный центр | 272       |
| 2 | Лучкина          | деревня                      | 2         |
| 3 | Трошина          | деревня                      | 3         |
| 4 | Яр               | деревня                      | 86        |